# Michael Marrus
Michael Robert Marrus, CM FRSC, né le 3 février 1941 à Toronto et mort dans la même ville le 23 décembre 2022, est un historien canadien de l'Holocauste, de la France et de l'histoire juive.

## Biographie
Il est membre de l'Ordre du Canada et de la Société Royale. Il est l'auteur de cinq livres sur l'Holocauste et sur d'autres sujets connexes. Marrus est né à Toronto et a obtenu son baccalauréat ès arts à l'Université de Toronto en 1963 et sa maîtrise puis son Doctorat à l'Université de Californie, Berkeley en 1964/1968. Marrus a été Professeur d'Histoire et Doyen à la Faculté des Études Supérieures avant de servir en tant que Gouverneur de l'Université de Toronto, où il détient actuellement le titre de membre sénior du Collège Massey et la Chancellor Rose et Ray Wolfe. Il est professeur émérite d'Études de l'Holocauste. Il a également complété une Maîtrise en droit à l'Université de Toronto en vue de la rédaction Certaine Mesure de la Justice: L'Époque de l'Holocauste, la Restitution de la Campagne des années 1990 (2009).
Son livre le plus récent, Les Leçons de l'Holocauste, publiée en 2015, traite de l'histoire et la morale et les controverses qui infuse l'interprétation de l'Holocauste et de son importance.
Le livre de Marrus le plus célèbre, l'Holocauste dans l'Histoire (Hanovre Université: University Press of New England, 1987), comporte 202 pages de texte et 44 notes de bas de page.
En 1971, Marrus épouse à Randi Greenstein ; le couple a trois enfants.

## Récompenses
En 1982, le livre de Marrus La France de Vichy et les Juifs, pour lequel il est co-auteur avec Robert Paxton, a reçu le National Jewish Book Award pour les livres sur l'Holocauste. Marrus reçu une Bourse Guggenheim pour les sciences Humaines, les États-Unis et le Canada en 1983. En 2008, il devient membre de l'Ordre du Canada.

## Œuvres
- « European Jewry and the Politics of Assimilation: Assessment and Reassessment », The Journal of Modern History Vol. 49, No. 1, March 1977.
- The Politics of Assimilation: The French Jewish Community at the Time of the Dreyfus Affair, 1980.
- Avec Robert O. Paxton, Vichy France and the Jews, 1981.
  - Michaël R. Marrus et Robert O. Paxton (trad. de l'anglais par Marguerite Delmotte), Vichy et les Juifs, Calmann-Lévy, coll. « Diaspora » (no 20), 1981, 431 p. (ISBN 2-7021-0407-X, présentation en ligne). Réédition : Michael R. Marrus et Robert O. Paxton (trad. de l'anglais par Marguerite Delmotte), Vichy et les Juifs, Paris, Calmann-Lévy, coll. « Diaspora », 2015, 601 p. (ISBN 978-2-7021-5702-2).
- Coauthored with Robert O. Paxton, « The Nazis and the Jews in Occupied Western Europe, 1940-1944 », The Journal of Modern History Vol. 54, No. 4, December 1982.
- The Unwanted: European Refugees in the 20th Century, 1985.
- The Holocaust in History, 1987.
- The Nazi Holocaust: Historical Articles on the Destruction of European Jews, 9 volumes, 1989.
- « Three Roads From Nuremberg » ; Tablet magazine; Nov. 20, 2015.
- Samuel Bronfman: The Life and Times of Seagram's Mr. Sam, 1991.
- « Reflections on the Historiography of the Holocaust » pages 92–116 from the Journal of Modern History Vol. 66, No. 1, mars 1994.
- The Nuremberg War Crimes Trial, 1945-46, Bedford/St. Martin's ; 2e édition, 2017.
- Lessons of the Holocaust. Foreword by  Margaret MacMillan. University of Toronto Press, 2015.